# Сумах копаловый
Сума́х копа́ловый (лат. Rhus copallínum) — крупный листопадный кустарник или небольшое дерево родом из Северной Америки, вид рода Сумах (Rhus) семейства Анакардиевые (Anacardiaceae).

## Ботаническое описание
Сумах копаловый — двудомный крупный кустарник или дерево до 10 м в высоту. Молодые ветки ржаво-опушённые.
Листья очерёдные, непарноперистые, из 9—21 листочка, каждый из которых до 10 см длиной и около 1 см шириной, продолговато-яйцевидный, с обычно цельным, к концу иногда слабо зазубренным, краем. Верхняя поверхность листочков тёмно-зелёная, голубоватая, голая, нижняя более бледная, по жилкам опушённая.
Цветки собраны в плотные опушённые метёльчатые соцветия в пазухах листьев и на концах веточек, желтоватые. Мужские цветки с 5 тычинками. Женские цветки с 3 пестиками, завязь опушённая. Чашечка из пяти сросшихся в основании яйцевидных чашелистиков. Венчик из пяти более крупных лепестков.
Плоды — мелкие ярко-красные опушённые костянки до 0,5 см в диаметре, при перезимовывании чернеющие.

## Ареал
Сумах капаловый в естественных условиях распространён на востоке Северной Америки, от Онтарио и Мэна на северо-востоке и Миннесоты на северо-западе до Флориды и Техаса на юге.

## Таксономия

### Синонимы
- Rhus lentiscifolia Stokes, 1812
- Rhus pistachiifolia Salisb., 1796
- Schmaltzia copallinum (L.) Small, 1903
- Sumacus copallinum (L.) Raf., 1840
- Toxicodendron copallinum (L.) Kuntze, 1891